# Hope (diament)

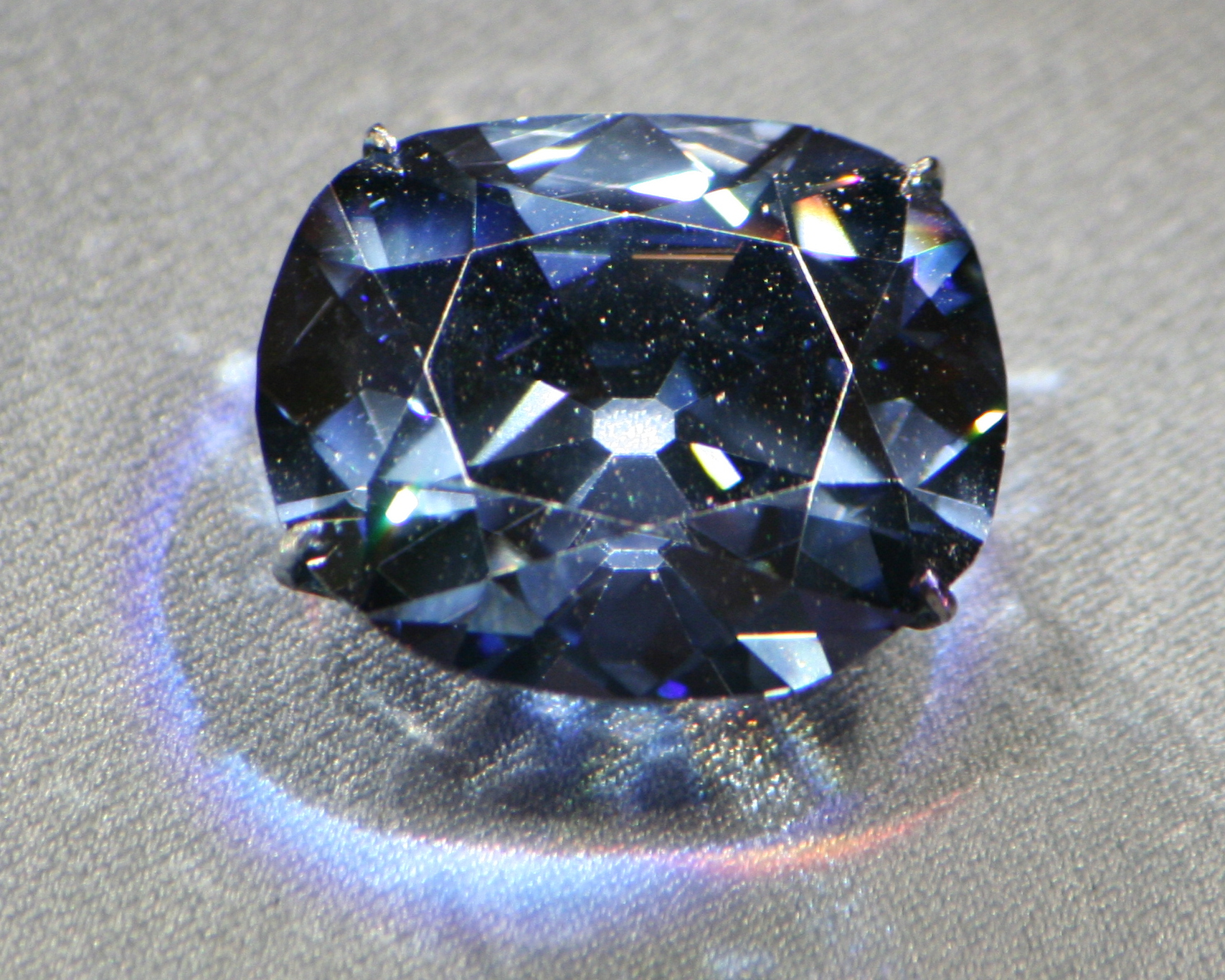
Diament Hope

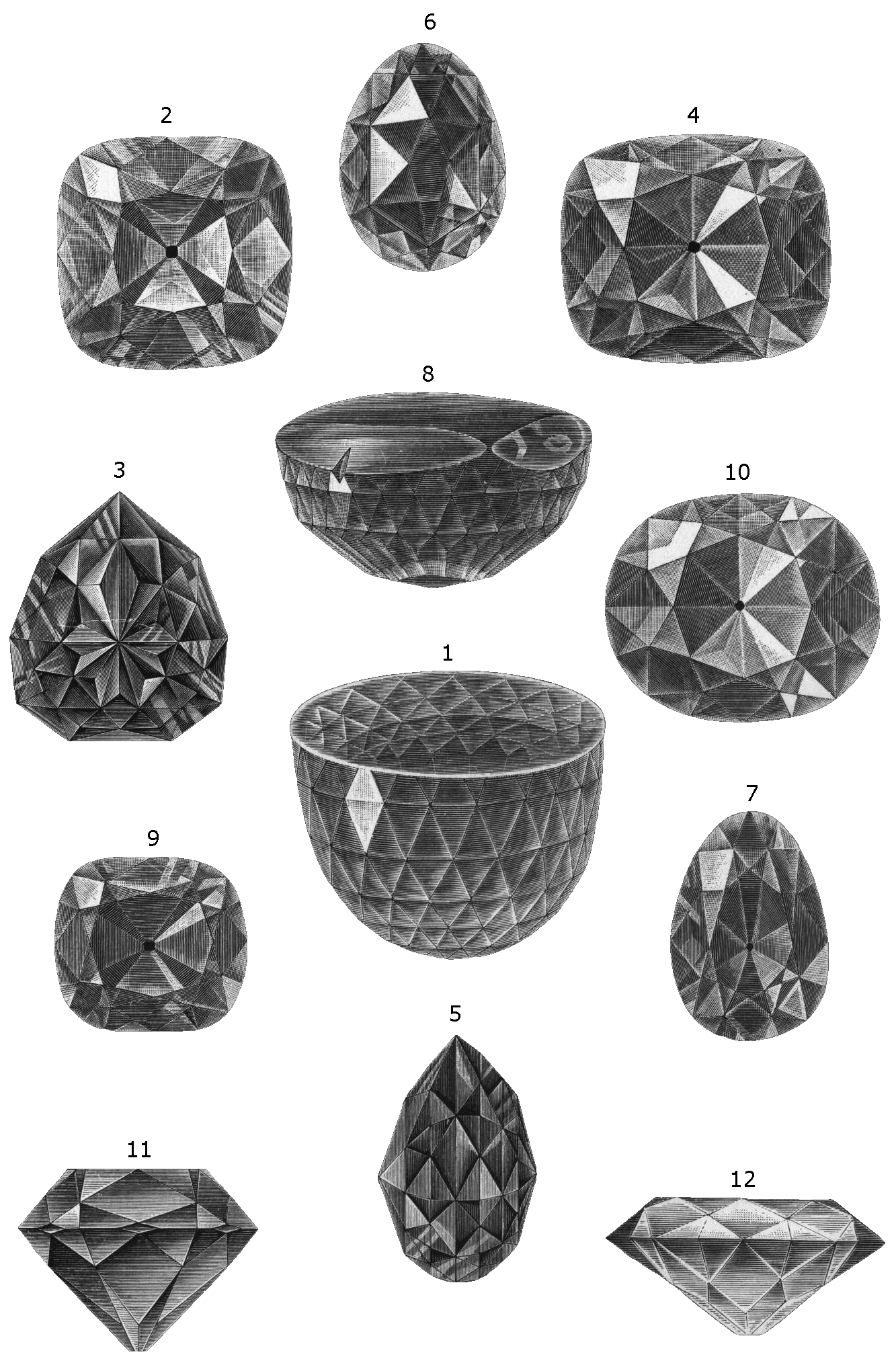
Najsłynniejsze diamenty świata: 1. Wielki Mogoł, 2. i 11. Regent, 3. i 5. Diament florencki, 4. i 12. Gwiazda Południa, 6. Sancy, 7. Drezdeński zielony diament, 8. i 10. Koh-i-noor ze starym i nowym szlifem, 9. Hope

Hope – diament pochodzący z Golkondy w Indiach. Uchodzi za największy barwny diament.
Został zakupiony w kopalni Kollur i przywieziony w 1668 do Francji przez Jeana Baptistę Taverniera z jego szóstej podróży. Kupił go (wraz z innymi kamieniami) król Francji Ludwik XIV. Był to wtedy błękitny diament o masie 112 karatów. Podróżnik nadał mu imię „Niebieski Tavernier”, a na francuskim dworze przez długie lata zwano go „Wielkim Niebieskim Diamentem”.
Kamień został oszlifowany, co zmniejszyło jego masę do 67 karatów. Ludwik XIV miał go na sobie tylko raz, potem Ludwik XV pożyczył go Jeanne Becu, a Ludwik XVI dał klejnot do noszenia Marii Antoninie do czasu wprawienia go w Złote Runo. Do rewolucji francuskiej znajdował się w skarbcu.
Diament został skradziony w 1792 w czasie plądrowania upaństwowionych zbiorów królewskich. Pojawił się w Londynie w roku 1830 i został kupiony przez bankiera Henry'ego Philipa Hope'a, który nazwał go swoim nazwiskiem.
Później kamień trafił do sejfu nowojorskiego jubilera, a następnie do sejfu rosyjskiego księcia. Był również w skarbcu osmańskiego sułtana i w 1911 roku został sprzedany przez Pierre'a Cartiera amerykańskiemu miliarderowi Edwardowi B. McLeanowi (właścicielowi „Washington Post”) za sumę 15 000 dolarów.
Nieszczęśliwe losy kolejnych jego właścicieli spowodowały, że zaczęto przypisywać mu moc przynoszenia nieszczęścia. W 1958 roku jego obecnie ostatnim nabywcą został Harry Winston (słynny amerykański jubiler), który podarował go waszyngtońskiej Smithsonian Institution. Dzisiaj kamień – po ponownym oszlifowaniu – waży 45,52 karata i jest oprawiony w wisior. Wzmianka o tym diamencie pojawia się w filmie Titanic z 1997 r., kiedy to grupa profesjonalnych poszukiwaczy pragnie odnaleźć „Serce Oceanu”.